# Rapport sur les choses de la France

Rapport sur les choses de la France (Ritratto di cose di Francia) est un texte de Nicolas Machiavel datant de 1510, sur la corruption en Occident.